# Kẹp cà vạt

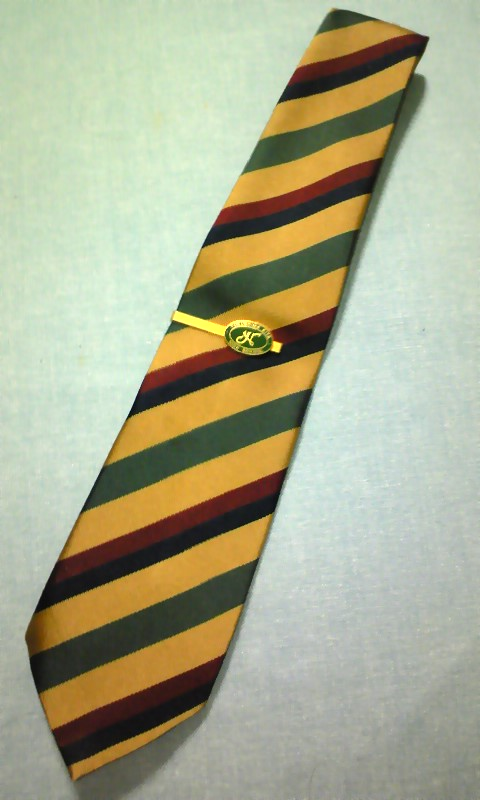
Một chiếc kim kẹp vào cà vạt

Kẹp cà vạt (cũng gọi là kim kẹp caravat hay kẹp caravat) là một phụ kiện thời trang. Chiếc kẹp cravat mới xuất hiện vào những năm 20 của thế kỷ này. Từ đó trở đi, cùng với cà vạt, nó đã trở thành bộ phận không thiếu được của bộ complet.

## Công dụng
Kẹp cà vạt được dùng cố định dải lụa trước ngực vào áo sơ mi.

## Một số lưu ý
- Có hai loại kẹp cà vạt chính là kẹp bấm và kẹp ghim trượt. Với áo sơ mi dày và cà vạt dày, dùng kẹp bấm để giữ mọi thứ bằng phẳng cố định. Với áo sơ mi mỏng và cà vạt mỏng, nên dùng loại kẹp ghim trượt vì loại kẹp bấm sẽ làm cộm chiếc cà vạt mỏng lên.
- Kích thước của kẹp cà vạt cũng rất quan trọng. Đừng bao giờ đeo một chiếc kẹp dài hơn cà vạt. Tỉ lệ chuẩn của kẹp và cà vạt là kẹp dài bằng ¾ hoặc ngắn hơn khoảng 2.5 cm chiều rộng chiếc cà vạt.
- Đeo kẹp cà vạt quá cao hay quá thấp đều sẽ làm hỏng toàn bộ diện mạo. Nó phải được gắn chặt tại vị trí giữa nút thứ 3 và thứ tư của cúc áo, ngay trước xương ức.
- Kim kẹp cà vạt lúc nào cũng phải đặt ngang. Đừng bao giờ kẹp kim chéo lên hay chéo xuống.
- Sự kết hợp thừa thãi khi mặc áo gilê. Áo gilê mang tác dụng giữ cà vạt ở yên vị trí, nếu kết hợp với kim kẹp cà vạt thì chúng sẽ trở nên thừa và lộn xộn.